# Corrupção na Tanzânia
A corrupção na Tanzânia, tanto em grande quanto em pequena escala, continua sendo um problema persistente, apesar das leis abrangentes em vigor. Isso se deve, em grande parte, ao fraco controle interno e à baixa ou inexistente conformidade com os regulamentos anticorrupção por parte de diferentes agências governamentais. Por exemplo, a aquisição pública, a tributação e o serviço aduaneiro são áreas propensas à corrupção.
No Índice de Percepção da Corrupção de 2024 da Transparência Internacional, a Tanzânia obteve uma pontuação de 41 numa escala de 0 ("altamente corrupto") a 100 ("muito íntegro"). Quando classificada por pontuação, a Tanzânia ficou na 41ª posição entre os 180 países do índice, em que o país classificado em primeiro lugar é percebido como tendo o setor público mais honesto.
Para comparação com as pontuações regionais, a média entre os países da África Subsaariana foi de 33. A melhor pontuação na África Subsaariana foi 72 e a pior foi 8.
Em comparação com os resultados mundiais, a melhor pontuação foi 90 (classificação 1), a média foi 43, e a pior pontuação foi 8 (classificação 180).

## Corrupção econômica
Empresas estrangeiras identificaram que a corrupção nesses setores representa potenciais obstáculos para fazer negócios na Tanzânia, uma vez que subornos são frequentemente exigidos.
Acredita-se também que o grande setor informal existente, correspondente a 48,1% do PIB, esteja associado a um processo burocrático e demorado de registro empresarial, o que tem criado oportunidades para a corrupção.

## Corrupção política
O presidente John Magufuli iniciou uma campanha contra a corrupção em grande escala e criou um tribunal especial para tratar do assunto. Como resultado, autoridades corruptas foram demitidas. Esses esforços e projetos similares contam com apoio internacional da Alemanha e da União Europeia. Antes de sua morte, em março de 2021, temia-se que tais iniciativas anticorrupção fossem interrompidas após sua saída do poder.
Em abril de 2025, a Comissão Nacional de Eleições Independente da Tanzânia (INEC) proibiu o principal partido de oposição, o Chadema, de concorrer às eleições gerais de outubro, alegando que o partido não assinou um código de conduta eleitoral obrigatório. A decisão também desqualificou o Chadema de todas as eleições suplementares até 2030. Dias antes, o presidente do partido, Tundu Lissu, crítico proeminente do partido governista Chama Cha Mapinduzi (CCM) e da presidente Samia Suluhu Hassan, foi acusado de traição por supostamente incitar rebelião contra as eleições. O Chadema havia sinalizado que boicotaria as eleições caso reformas eleitorais não fossem implementadas. Grupos de direitos humanos associaram esses acontecimentos a um padrão mais amplo de repressão política, embora o governo negue qualquer irregularidade.